# Ley Orgánica de Medidas de Protección Integral contra la Violencia de Género
La Ley Orgánica 1/2004, de 28 de diciembre, de Medidas de Protección Integral contra la Violencia de Género — abreviada como LIVG o VioGen— es una ley del ordenamiento jurídico español con carácter de ley orgánica. Fue una ley pionera en Europa introduciendo entre otras novedades Juzgados especializados en Violencia sobre la mujer y una Delegación Especial del Gobierno contra la Violencia sobre la Mujer, creando un sistema integral basado en 3 pilares: la prevención, la protección y recuperación de la víctima y la persecución del delito.
La exposición de motivos de esta ley manifiesta que la violencia de género «se trata de una violencia que se dirige sobre las mujeres por el hecho mismo de serlo, por ser consideradas, por sus agresores, carentes de los derechos mínimos de libertad, respeto y capacidad de decisión». La Ley abarca aspectos preventivos, educativos, sociales, asistenciales, sanitarios y penales e implica a siete ministerios (Educación, Justicia, Interior, Trabajo y Asuntos Sociales, Sanidad, Administraciones Públicas y Economía).
Fue aprobada por unanimidad con todos los votos a favor en el Congreso de los Diputados, convirtiéndose en la primera y única ley integral contra la violencia de género en Europa. En 2018 el gobierno de España anunció que sería modificada para adaptarla al Convenio de Estambul, marco europeo sobre este tema adoptado en 2014.

## Antecedentes
En 1974 se creó la Federación de Asociaciones de Mujeres Separadas y Divorciadas presidido por Ana María Pérez del Campo, que incluía programas de atención a las mujeres víctima del malos tratos. En 1991 se inauguró el Centro de Recuperación Integral para Mujeres, Niñas y Niños víctimas de la violencia machista desarrollando un programa multidisciplinar de larga duración y bajo una perspectiva de género.
El asesinato de Ana Orantes el 17 de diciembre de 1997 tras exponer en una entrevista televisiva la violencia a la que había sido sometida por parte de su exmarido, marcó un punto de inflexión en la conciencia social sobre el problema de malos tratos contra las mujeres de manera sistematizada.  Lo que se había denominado históricamente "violencia doméstica" adquirió una creciente importancia en la sociedad dejándose de considerar una cuestión exclusivamente propia de "ámbito privado".
En abril de 1998, la presión de las organizaciones de mujeres impulsan al gobierno del Partido Popular a aprobar un Plan de Acción Contra la Violencia Doméstica, en el marco del cual se modifica el Código Penal y la ley de enjuiciamiento criminal con el fin de incluir el delito de “violencia psíquica ejercida con carácter habitual” y una “nueva medida cautelar que permita el distanciamiento físico entre el agresor y la víctima” (Ley 14/1999)
Durante los años 1998 y 1999, las organizaciones de mujeres en España implicadas en la lucha contra la violencia de género, que trabajaban en el estudio de su naturaleza y en la atención a las víctimas, plantearon la necesidad de una Ley Integral que la enfrentara en su globalidad y que asumiera que la violencia era un problema de Estado y que era necesario afrontarlo con políticas en todos los ámbitos.
En la campaña electoral del 2000, el presidente del Gobierno José María Aznar, durante un encuentro con la Plataforma de Mujeres Artistas contra la Violencia de Género celebrada en el Palacio de la Moncloa el 9 de febrero del 2000, se comprometió a poner en marcha una Ley Integral en caso de llegar a gobernar. Durante la campaña, en diversas ocasiones, también Javier Arenas, del mismo partido, asumió públicamente la propuesta.
En diciembre de 2001 el Grupo Socialista registra en el Congreso de los Diputados su Proposición de Ley Orgánica Integral contra la violencia de género.
En el Congreso de los Diputados, se debatió la posibilidad de una ley integral contra la violencia de género a propuesta del PSOE.  El presidente abogó por "medidas concretas" para luchar contra la violencia de género frente a "leyes genéricas" como una norma integral propuesta por el PSOE en el Congreso de los Diputados y que fue apoyada por todos los grupos excepto el PP.  El 10 de septiembre de 2002 el Partido Popular rechazó en solitario en el Congreso de los Diputados la propuesta de ley integral contra la violencia de género presentada por el PSOE y que obtuvo 151 votos a favor y 165 en contra. La presidenta de la Cámara expulsó del hemiciclo a varios colectivos feministas que abuchearon a los diputados del PP por la votación.
En 2002 perdieron la vida como consecuencia de la violencia de género 52 mujeres, mientras que en 2003 la cifra se elevó a 68, un 30,7% más que en el año anterior, existiendo una tendencia al alza. justo debajo pone 52-65[cita requerida]
El 29 de septiembre de 2003 se aprobó la Ley Orgánica 11/2003, de medidas concretas en materia de seguridad ciudadana, violencia doméstica e integración social de los extranjeros.
Durante la campaña electoral de las elecciones del 14-M del 2004, José Luis Rodríguez Zapatero, candidato del PSOE, anunció que si llegaba al gobierno el primer proyecto de Ley que remitiría al Parlamento sería contra la violencia de género. Dicho proyecto de Ley se tramitó el 25 de junio y recibió el apoyo de todas las formaciones políticas, tanto en el primer trámite de la Cámara Baja como a su paso por la Cámara Alta. La ley integral 1/2004 se aprobó definitivamente el 22 de diciembre de 2004, siendo, en efecto, la primera ley aprobada por el nuevo gobierno.

## Objetivos
La LO 1/2004 tiene como finalidad dar un tratamiento integral al problema del maltrato familiar, y en concreto enfocado a la violencia contra la mujer, no solo en las medidas estrictamente penales del Título IV del Código penal agravando tipos y ampliando la cobertura penal, sino también de sensibilización, prevención y detección (Título I), asistencia social y jurídica (Título II), tutela institucional (Título III) y judicial (Título V), psicológicos, y económicos. Los objetivos son proteger a la víctima, disuadir al agresor, y «proteger a la parte más débil humanizando el Derecho penal». Así, por ejemplo, se constituyen organismos especializados como los Juzgados de Violencia sobre la Mujer y la Fiscalía contra la Violencia sobre la Mujer; y se realizan cambios en el Ordenamiento considerando como delito automáticamente las faltas de lesiones, amenazas y coacciones en el caso de que el sujeto activo del delito sea varón y el sujeto pasivo «sea o haya sido su mujer o haya mantenido una relación de análoga afectividad, haya existido convivencia o no, o sea persona especialmente vulnerable que conviva con el agresor».
Además se contemplan las medidas de protección que se venían llevando a cabo en función de la gravedad de los casos: la salida del agresor del domicilio, la orden de alejamiento, la orden de suspensión de las comunicaciones y la privación de la patria potestad y custodia de menores o la suspensión del régimen de visitas.
Para poder comunicar los casos de violencia de género, se habilita un teléfono de ayuda, que es el 016, el cual está activo permanentemente (las 24 horas, los 7 días de la semana, y todos los días del año), y es gratuito. Puede atender en 51 idiomas. Este número no aparece en la factura del teléfono para evitar que el maltratador descubra que su pareja ha llamado allí, pero, dependiendo del caso, puede aparecer en otros registros, por lo que se recomienda hacer este tipo de llamadas desde un teléfono público o pedirle su teléfono a alguien para realizarlas.
Los avisos acerca de casos de violencia de género también pueden ser realizados en la Web de Colaboración Ciudadana por cualquier persona, y aportando solo los datos que esta desee ya que no tienen el carácter de denuncias.

## Aplicación
El Pleno del Congreso de los Diputados aprobó con mayoría absoluta el proyecto de Ley Orgánica de Medidas de Protección Integral contra la Violencia de Género el 28 de diciembre de 2004.
La Ley Orgánica de Medidas de Protección Integral contra la Violencia de Género se publicó en el «Boletín Oficial del Estado» el 29 de diciembre de 2004.
La Ley Orgánica de Medidas de Protección Integral contra la Violencia de Género entró en vigor el 29 de enero de 2005, a los treinta días de su publicación en el «Boletín Oficial del Estado», a excepción de los Títulos IV y V (Capítulo Penal y Judicial) que entraron en vigor a los seis meses, es decir, el 29 de junio de 2005.

## Posición del Tribunal Constitucional
Desde la aprobación de la norma se presentaron 200 cuestiones alegando inconstitucionalidad por presunta vulneración del derecho a la igualdad. De ellas, el Tribunal Constitucional admitió a trámite 127 en relación con el artículo 153.1 del Código Penal modificado por la ley de violencia de género y que permite elevar las penas en los casos en los que el varón sea el agresor y la mujer la víctima. En mayo de 2008 el Tribunal Constitucional avaló la ley integral. Siete magistrados votaron a favor y cinco en contra del artículo que permite aumentar las penas en caso de que el maltratador sea el varón.

Una agresión supone un daño mayor en la víctima cuando el agresor actúa conforme a una pauta cultural -la desigualdad en el ámbito de la pareja- generadora de gravísimos daños a sus víctimas, y dota así consciente y objetivamente a su comportamiento de un efecto añadido a los propios del uso de la violencia en otro contexto. Por ello, cabe considerar que esta inserción supone una mayor lesividad para la víctima.
Fundamento 2.a, Sentencia 95/2008, Tribunal Constitucional.

## Propuestas de modificación (2018)
El Gobierno de España en 2018 anunció la reforma de la ley integral contra la violencia de género para adecuarla al Pacto de estado contra la violencia de género elaborado y aprobado en septiembre de 2017 en el Congreso de Diputados. La modificación se centrará en una veintena de artículos además de la introducción de cambios en el espíritu de la norma para ampliar el concepto de violencia machista a los tipos de agresiones a las mujeres recogidos en el Convenio de Estambul, ratificado por España e incluidos en el acuerdo. Está previsto incluir como víctimas de violencia de género también a las sometidas a la esclavitud de la trata, la explotación, el acoso y la agresión sexual, así como aquellas que sufran mutilación genital y matrimonio y esterilizaciones forzosas.
En el Congreso se consensuó, además, que las otras violencias incluidas en el Convenio de Estambul serán recogidas en las estadísticas oficiales, para tener conocimiento de las cifras reales y desarrollar campañas preventivas. Como ejemplo se plantea el caso de Diana Quer, que de confirmarse que fuera un intento de agresión sexual, se reflejarán en los recuentos.
El Pacto de Estado contra la Violencia de Género (2017) permite atender a víctimas aunque no hubiesen denunciado a su agresor. Desde el 3 de abril de 2019 cualquier víctima que no haya denunciado pero que tenga un documento de los servicios sociales que acredite la situación de violencia, puede acceder a las ayudas.

## Principios rectores de la Ley Orgánica sobre la violencia de género
1.     Fomentar las medidas de sensibilización sobre la prevención.
2.     Consagrar los derechos de las víctimas de violencia de género.
3.     Reforzar los objetivos sobre los servicios sociales.
4.     Garantizar los derechos laborales y económicos.
5.     Fijar un sistema integral de tutela institucional.
6.     Reforzar el marco penal.
7.     Coordinar recursos para la prevención de la violencia de género, así como la sanción para los culpables.
8.     Fomentar la colaboración y participación de organizaciones y asociaciones.
9.     Fomentar la especialización de los profesionales que intervienen en el proceso.

## Mujeres asesinadas por violencia de género

### Observatorio contra la Violencia Doméstica y de Género - CGPJ
El Observatorio contra la Violencia Doméstica y de Género publica una memoria trimestral.
A continuación se muestra una tabla con el número de muertes totales a final de año.
Los datos entre 2002 y 2015 han sido actualizados según el «Informe sobre víctimas mortales de la Violencia de Género y de la Violencia Doméstica en el ámbito de la pareja o ex pareja en 2015», del CGPJ.

## Controversias sobre la ley

### Controversia sobre su constitucionalidad

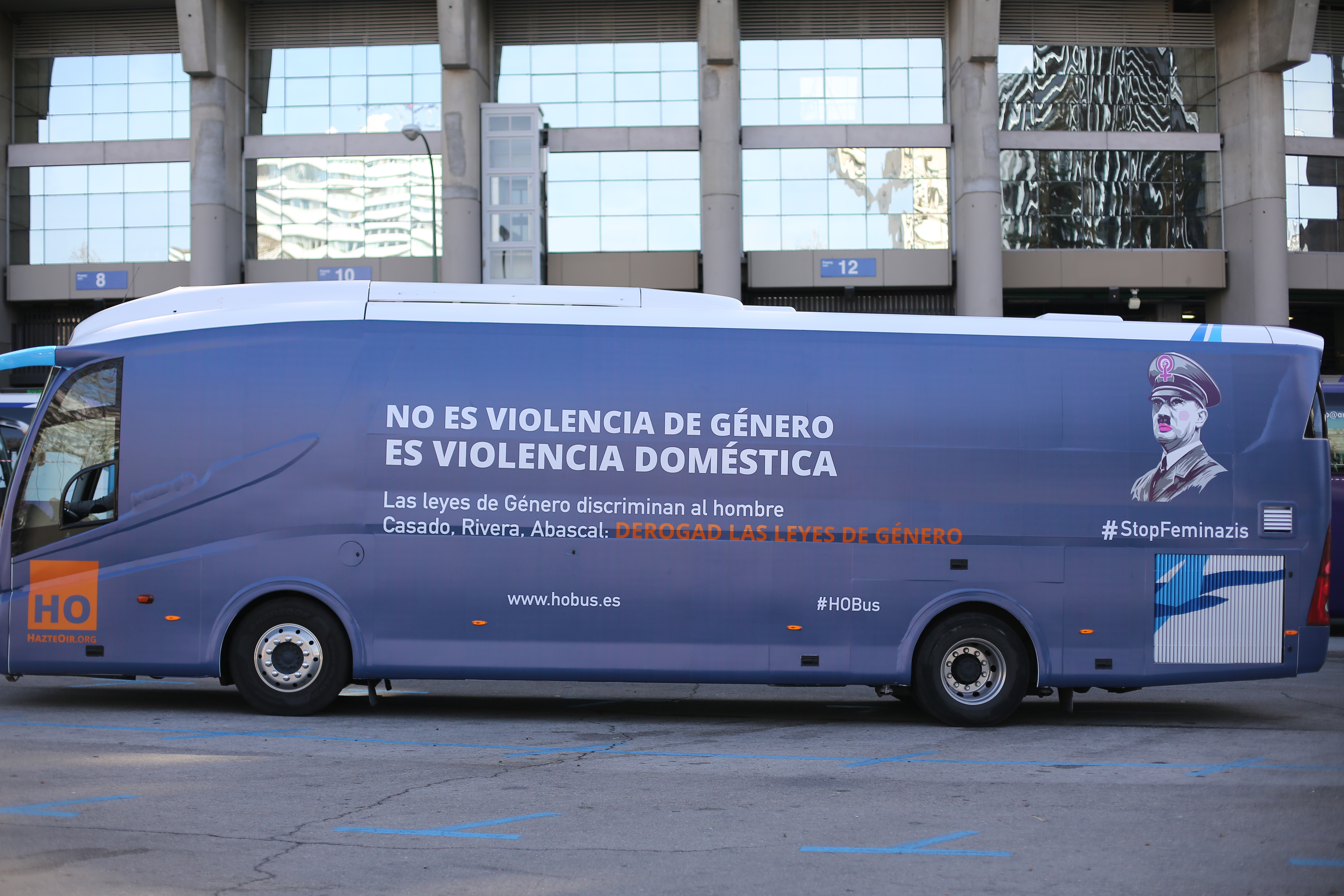
Autobús rotulado con mensaje que exige que se derogue esta ley, con el argumento de que discrimina a los hombres.

Al promulgarse la ley, fue criticada por algunos sectores, que afirmaban que discriminaba a los hombres heterosexuales por razón de sexo en el caso de una acumulación de denuncias por causas leves, contradiciendo, el artículo 14 de la Constitución Española, que establece el principio de igualdad «sin ningún tipo de discriminación por razón de sexo».
Entre 2005 y 2009 diversos Juzgados de lo Penal plantearon doscientas cuestiones de inconstitucionalidad en relación con preceptos penales de dicha ley. El Tribunal Constitucional, en varias sentencias entre 2008 y 2010, declaró que eran conformes con la Constitución y que no se producía discriminación, aunque hubo algunos votos particulares de algunos magistrados de dicho tribunal, no conformes con las sentencias.
Algunos juristas han criticado esta ley y las sentencias del Tribunal Constitucional que la confirman. El jurista Enrique Gimbernat, catedrático jubilado de Derecho Penal de la Universidad Complutense de Madrid, ha indicado en un artículo: «Esta sentencia del Tribunal Constitucional [STC 58/2008] debe ser rechazada porque, regresivamente, lesiona principios esenciales del Estado de Derecho y del Derecho penal democrático.» El jurista y juez Francisco Serrano Castro —quien fuera además diputado autonómico y portavoz de Vox en el Parlamento de Andalucía— afirmó en 2009 que «la Ley dice que toda mujer, por el hecho de ser mujer, está en una situación de desigualdad, inferioridad, sumisión respecto a su pareja. Partimos de una ideología falsa de discriminación de la mujer por el hecho de ser mujer».
Algunos colectivos señalaron como una debilidad de la ley que esta ley no incorporaba la violencia intragénero, lo cual podría significar una discriminación contra las parejas homosexuales.
En 2018 la norma es considerada obsoleta por diversos colectivos y se reivindica como referencia modernizada el Convenio de Estambul de marco europeo ratificado por España y que incluye como violencia de género las agresiones sexuales, la trata, la mutilación genital, etc.
En noviembre del año 2019, Alfonso Guerra afirmó que la ley era anticonstitucional y que se había presionado a los jueces del tribunal para su aprobación.

### Denuncias falsas
Desde la aprobación de la ley ha sido recurrente la denuncia de la existencia de denuncias falsas, sin embargo, según la memoria de la Fiscalía General, entre 2009 y 2016 se contabilizaron 1.055.912 denuncias por agresiones a mujeres. De este cómputo total en 79 casos se probó y se ejecutó una condena por denuncia falsa, una cifra que representa el 0,0075 %. Según la memoria, en estos ocho años se investigaron 194 casos por un delito de "acusación y denuncia falsa", un dato que consideran que es un "escasísimo porcentaje", ya que supone el 0,018% del total.
La magistrada María Sanahuja señaló que "muchas mujeres utilizaban la ley para obtener mejores condiciones en los procesos civiles de rupturas de pareja". La Asociación Española de Padres con la Custodia de los Hijos aseguró que hay abogados que dicen a las mujeres que interpongan denuncias por malos tratos para quedarse con la custodia. Un portavoz del Sindicato Policía (SIPE) señaló sin señalar porcentaje de incidencia que hay «mujeres que interponen denuncias falsas por malos tratos que están inmersas en procesos de separación o custodia compartida y sólo buscan apartar al marido de los bienes o de los hijos».
El Observatorio de Violencia de Género afirmó basándose en la memoria de la Fiscalía General del Estado, que el número de denuncias falsas en 2011 solo fue el 0,01 por ciento del total. Dicho 0,01 % hace referencia a las sentencias condenatorias por denuncia falsa (un delito tipificado en el artículo 457 del Código Penal español con multas de seis a 12 meses ) cuyo hecho motivador fuese un proceso de Violencia de Género. Sin embargo, se ha denunciado el uso de estas cifras, poniendo como ejemplo que en 2014 solo un 20,10% del total de denuncias instruidas acabaron en sentencia condenatoria, siendo un 68,29% correspondiente a desistimientos y archivos, y un 11,60% a sentencias absolutorias. Así, una parte de los sobreseimientos (archivo de la denuncia) podría corresponder a denuncias falsas, o a retiradas de denuncias, negativas a declarar o falta de pruebas. El juez Francisco Serrano Castro afirmó que miles de hombres eran detenidos por denuncias falsas, y la magistrada Vives Martínez solicitó al CGPJ que revisara el texto de la ley y analizara las deficiencias que existían. El presidente de Vox, Santiago Abascal, argumenta que hay un 87% de denuncias archivadas y que el porcentaje de denuncias falsas que arroja la fiscalía sale muy bajo porque solamente son las condenas por denuncias falsas y no las denuncias falsas como tal.
| Denuncias instruidas        | 1.034.613 | 100%   |
| Desistimientos y archivadas | 706.568   | 68,29% |
| Sentencias absolutorias     | 120.048   | 11,60% |
| Sentencias condenatorias    | 207.997   | 20,10% |

|                     | Conformidad (%) | Archivo de la causa (%) | Sentencia condenatoria (%) | Sentencia Absolutoria (%) |
| ------------------- | --------------- | ----------------------- | -------------------------- | ------------------------- |
| Violencia de Género | 9213 (31,09%)   | 601 (2%)                | 7373 (24,88%)              | 12442 (41,99%)            |
| Violencia Doméstica | 1480 (33,71%)   | 69 (1,5%)               | 1000 (22,77%)              | 1841 (41,93%)             |
| Otros delitos       | 65567 (48,76%)  | 9874 (7,34%)            | 33879 (25,19%)             | 25124 (18,68%)            |

### Operación «Pomelo»
En el año 2012 en Andalucía, en la operación «Pomelo» se desmanteló una red que ofrecía a mujeres inmigrantes, sobre todo marroquíes, regularizar su situación y acceder a ayudas públicas mediante falsas denuncias por violencia de género. Se registraron 14 casos. Esto ocurrió de nuevo en 2021

## Legislación sobre violencia de género o igualdad en España de ámbito autonómico

### Andalucía
- Ley Orgánica 3/2007, de 22 de marzo, para la igualdad efectiva de mujeres y hombres (Andalucía)[62] / Proyecto de reforma de la norma presentado en 2018[63]
- Ley 12/2007, de 26 de noviembre, para la promoción de la igualdad de género (Andalucía)[64]
- Ley 13/2007, de 26 de noviembre, de medidas de prevención y protección integral contra la violencia de género (Andalucía)[65] modificada en diciembre de 2017 para adaptarse al Convenio de Estambul.[66]

### Aragón
- Ley 4/2007, de 22 de marzo, de Prevención y Protección Integral a las Mujeres Víctimas de Violencia (Aragón)[67]
- Ley de igualdad de Aragón, en trámites (marzo 2018)[68]

### Asturias
- Ley del Principado de Asturias 2/2011, de 11 de marzo, para la igualdad de mujeres y hombres y la erradicación de la violencia de género.[69]

### Baleares
- Ley 11/2016, de 28 de julio, de igualdad de mujeres y hombres[70] (Baleares)

### Cantabria
Pendiente de aprobación Ley de Igualdad en febrero de 2018.

### Canarias
- Ley 1/2010, de 26 de febrero, Canaria de Igualdad entre Mujeres y Hombres (Canarias)[72]
- LEY 1/2017, de 17 de marzo, de modificación de la Ley 16/2003, de 8 de abril, de Prevención y Protección Integral de las Mujeres contra la Violencia de Género (Canarias)[73]

### Castilla-La Mancha
- Ley 5/2001, de 17/05/2001, de las Cortes de Castilla-La Mancha, de prevención de malos tratos y de protección a las mujeres maltratadas[74]
- Ley 12/2010, de 18 de noviembre, de Igualdad entre Mujeres y Hombres de Castilla-La Mancha[75]
- En abril de 2018 se presentó el anteproyecto de la nueva norma que actualiza y avanza la actual, del año 2001: la ley regional para “una sociedad libre de violencia de género”.[76]

### Castilla y León
- Ley 1/2003, de 3 de marzo, de Igualdad de oportunidades entre mujeres y hombres en Castilla y León.
- Ley 7/2007, de 22 de octubre, de Modificación de la Ley 1/2003, de 3 de marzo, de Igualdad de Oportunidades entre Mujeres y Hombres de Castilla y León
- Ley 13/2010, de 9 de diciembre, contra la violencia de género en Castilla y León.[77]
- Ley 5/2014, de 11 de septiembre, de medidas para la reforma de la Administración de la Comunidad de Castilla y León

### Comunidad Valenciana
- Ley 9/2003, de 2 de abril, para la igualdad entre mujeres y hombres.[78]
- Ley 7/2012, de 23 de noviembre, integral contra la violencia sobre la mujer en el ámbito de la Comunitat Valenciana[79]

### Cataluña
- Ley 5/2008, de 24 de abril, del derecho de las mujeres a erradicar la violencia machista (Cataluña)[80]
- Ley 17/2015, de 21 de julio, de igualdad efectiva de mujeres y hombres (Cataluña)[81] / El Tribunal Constitucional anula 6 artículos de la ley en octubre de 2016[82]

### Extremadura
- Ley 8/2011, de 23 de marzo, de Igualdad entre mujeres y hombres y contra la violencia de género en Extremadura.[83]

### Galicia
- Ley 7/2004, de 16 de julio para la Igualdad de Mujeres y Hombres (Galicia)
- Ley 2/2007, de 28 de marzo, del trabajo en igualdad de las mujeres (Galicia)
- Ley 7/2010, de 15 de octubre por la que se suprime el organismo autónomo del servicio gallego de promoción de la igualdad del hombre y la mujer y se modifican determinados artículos de la Ley 2/2007, de 28 de marzo, del trabajo en igualdad de las mujeres de Galicia.[84]

### La Rioja
- Ley 3/2011, de 1 de marzo, de prevención, protección y coordinación institucional en materia de violencia en La Rioja.[85]

### Madrid
- Ley 5/2005, de 20 de diciembre, integral contra la violencia de género de la Comunidad de Madrid.[86]

### Murcia
- Ley 7/2007, de 4 de abril, para la Igualdad entre Mujeres y Hombres, y de Protección contra la Violencia de Género (Murcia)[87]/ Modificada por la Ley 11/2016, de 15 de junio.[88]

### Navarra
- Ley Foral 33/2002, de 28 de noviembre, de fomento de la igualdad de oportunidades entre mujeres y hombres Navarra[89] / Revisión Anteproyecto de Ley Foral para la Igualdad entre mujeres y hombres de la Comunidad Foral de Navarra septiembre de 2017[90]
- Ley Foral 14/2015, de 10 abril, para actuar contra la violencia hacia las mujeres[91]

### País Vasco
- Ley 4/2005, de 18 de febrero, para la Igualdad de Mujeres y Hombres (País Vasco)[92] el  artículo séptimo, está dedicado a regular la prevención y erradicación de violencia contra las mujeres.[93]
- En febrero de 2017 el Parlamento Vasco pidió por unanimidad al Ejecutivo vasco que en su calendario legislativo incluya la elaboración de una ley para "la erradicación de la violencia contra las mujeres"[94]

## Reconocimientos
En 2014 las instituciones ONU Mujeres, World Future Council y la Unión Interparlamentaria, distinguieron a España por la Ley Orgánica contra la Violencia de Género con una de las menciones de honor del Premio de Políticas de Futuro (Future Policy Award 2014) por considerarla como una de las normas más eficaces a nivel mundial para combatir y erradicar la violencia sexista, a la que califica como una de las formas más generalizadas de abuso contra los derechos humanos.